# Sitio Prehistórico Felicita County Park Village
El Sitio Prehistórico Felicita County Park Village  es un sitio histórico ubicado en Escondido, California. El Sitio Prehistórico Felicita County Park Village se encuentra inscrito en el Registro Nacional de Lugares Históricos desde el 31 de enero de 2008.

## Ubicación
El Felicita County Park Prehistoric Village Site se encuentra dentro del condado de San Diego en las coordenadas 33°04′54″N 117°05′04″O / 33.081698, -117.084583.